# Hans J.G. Schierbeck
Hans Jacob George Schierbeck, född 24 februari 1847 i Odense, död 7 september 1911 i Köpenhamn, var en dansk läkare.
Schierbeck blev student 1870 och candidatus medicinæ 1876. Han blev 1882 konstituerad och 1883 utnämnd till landsläkare på Island. Där införde han de större kirurgiska operationerna och den antiseptiska sårbehandlingen samt verkade för en bättre klinisk undervisning vid läkarskolan i Reykjavik.
Schierbeck gjorde sig mycket förtjänt av trädgårdsväsendet på Island genom sina omfattande försök över växtkulturer. År 1885 stiftade han det isländska trädgårdssällskapet med syfte att främja trädgårdsväsendet där. År 1895 blev Schierbeck landfysikus i Själlands norra distrikt.